# Marie-Catherine de Villedieu

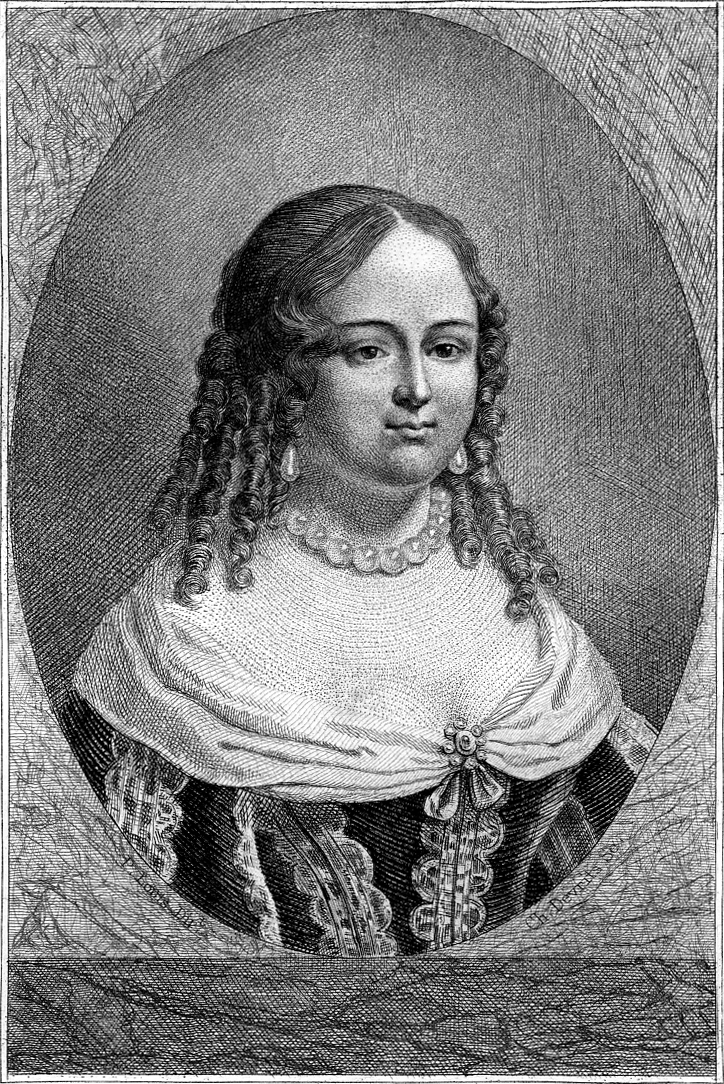
Marie-Catherine de Villedieu

Marie-Catherine de Villedieu, geborene Marie-Catherine-Hortense Desjardins, meist Madame de Villedieu genannt (* wohl 1640 in Alençon oder Paris; † 20. Oktober 1683 in Saint-Rémy-du-Plain (Département Ille-et-Vilaine, Bretagne)) war eine französische Romanschriftstellerin und Dramatikerin. Ihr bedeutendster innovativer Beitrag zur französischen Literatur des 17. Jahrhunderts stellt ihre Weiterentwicklung des Genres des historischen Romans dar.

## Abstammung und Jugend
Marie-Catherine Desjardins entstammte einer kleinadligen Familie. Sie war die zweite Tochter von Guillaume Desjardins und Catherine Ferrand. Ihre Eltern waren seit 1637 verheiratet und ihre Mutter diente als Kammerzofe der Gattin des Herzogs Henri de Rohan-Montbazon. Dank der Vermittlung des Herzogs erhielt Guillaume Desjardins eine Anstellung in Alençon, wohin er mit seiner Familie zog. Hier wuchs auch Marie-Catherine auf. Über ihre Kindheit und frühe Ausbildung existieren keinerlei Informationen. Es ist allerdings unwahrscheinlich, dass sie als Angehörige der niedrigen Provinzaristokratie eine höhere Schulung erhielt. Als junges Mädchen verliebte sie sich 1655 in ihren Cousin François Desjardins de Saint-Val und wollte ihn heimlich heiraten, doch ihr Vater war darüber sehr ungehalten und brachte das Eheprojekt durch einen gegen den Cousin angestrengten Prozess zu Fall. Daraufhin ließ sich ihre Mutter scheiden und übersiedelte mit ihren beiden Töchtern nach Paris. Dort konnte sie finanziell auf eigenen Beinen stehen.
In Paris machte Marie-Catherine Desjardins die Bekanntschaft mit adligen Damen, denen ihre Mutter diente und gewann diese aufgrund ihres Geistes und Witzes zu Förderinnen. Damals begann sie wohl mit ersten Dichtungen und konnte, obwohl noch nicht volljährig, relativ selbständig und zunehmend unabhängig von ihrer Mutter leben.

## Erste literarische Erfolge; Beziehung mit Villedieu
Um 1658 fand die damals 18-jährige Desjardins ihre große Liebe in dem 26-jährigen Leutnant eines Regiments der Pikardie, Antoine de Boësset, Sieur de Villedieu, Sohn eines bekannten, ehemals im Dienst des französischen Königs Ludwig XIII. stehenden Komponisten. Für sie war die Beziehung wohl der Anstoß zur Abfassung des ihr den ersten literarischen Ruhm eintragenden, in einer Pariser Zeitschrift erschienenen Sonetts Jouissance (1659). Dieses wurde aber auch als für eine Frau als Verfasserin skandalös erotisch kritisiert, da darin offen das sexuelle Vergnügen der Protagonistin verherrlicht wurde. 1660 ließ Desjardins ihren damals viel gelesenen Récit en prose et en vers de la farce des Précieuses veröffentlichen, einen Bericht über die im November 1659 in Paris erfolgte Uraufführung von Molières einaktiger Komödie Les Précieuses ridicules. Nachdem zuerst eine ungenaue und nicht von ihr genehmigte Version ihres Berichts zirkuliert war, wählte Desjardins als Herausgeber einer autorisierten Edition den Verleger Claude Barbin, der auch zahlreiche ihrer folgenden Werke publizieren sollte.
Desjardins‘ Roman Alcidamie (1661) blieb unvollendet, vielleicht auf Druck von Marguerite de Rohan, auf deren angeblichen Versuch, ihren Bruder zu beseitigen, um alleinige Familienerbin zu werden, in diesem Roman angespielt sein soll. Im nächsten Jahr gab Desjardins erfolgreich eine Sammlung ihrer bisherigen Gedichte (Recueil de poésies de Mademoiselle Desjardins) heraus. Ebenfalls 1662 schrieb sie ihr erstes Theaterstück, die Tragikomödie Manlius Torquatus, die im April des gleichen Jahres von Schauspielern der Theatergesellschaft Hôtel de Bourgogne aufgeführt wurde und Anerkennung fand. Die gleiche Schauspieltruppe übernahm auch 1663 die Aufführung von Desjardins‘ wenig erfolgreichem Drama Nitétis, dessen Stoff dem Roman Artamène ou le Grand Cyrus der französischen Schriftstellerin Madeleine de Scudéry entlehnt war. Im Oktober 1663 wurde Desjardins zu einem Treffen mit dem „Sonnenkönig“ Ludwig XIV. nach Versailles eingeladen. Für erste Proben zur Inszenierung ihres dritten und letzten Theaterstücks, der Tragikomödie Le favory, gewann die Autorin Anfang 1664 die Truppe Molières.
Inzwischen verlief Desjardins‘ Verhältnis mit Boësset nicht reibungsfrei. Als er krank wurde, pflegte sie ihn und rang ihm ein Heiratsversprechen ab. Doch Boësset suchte sich bald andere Liebschaften und zwang Desjardins 1663 eine Erklärung zu unterschreiben, dass er ihr nie ein Ehegelöbnis gegeben hätte. Für sie war aber die Beziehung offenbar noch lange nicht erkaltet, denn als sich Boësset auf den Weg zu einem gefährlichen Militäreinsatz machte, der ihn außerhalb Frankreichs führen sollte, reiste sie ihm in die Provence nach. Die Liaison wurde erneuert und Boësset legte am 21. Juni 1664 vor einem Anwalt erneut ein Heiratsversprechen ab, an das er sich nach seiner Rückkehr allerdings nicht halten wollte.
Trotz dieser Enttäuschung pflegte sich Desjardins ab 1664 Madame de Villedieu zu nennen und wollte auch unter diesem Namen, wie sie von Molière forderte, bei der Präsentation ihres im April 1665 uraufgeführten Stücks Le favory aufgelistet werden. Als erster Frau wurde ihr sodann die Ehre zuteil, dass ihr Theaterstück zur Unterhaltung des Königs während einer Galavorstellung diente. Diese fand am 13. Juni 1665 in Gegenwart Ludwigs XIV. in Versailles statt. Daraufhin wurde Desjardins eine vom Außenminister Hugues de Lionne beantragte und vom König genehmigte Rente versprochen, aber erst ab 1676 in nur halber Höhe ausbezahlt.
Nachdem Madame de Villedieu im Februar 1667 auf alle Eheversprechungen von Seiten Boëssets verzichtet hatte, ging dieser eine Ehe mit einer vermögenderen Frau, einer jungen Witwe, ein. Im März 1667 reiste die verschmähte und in finanziellen Nöten steckende Schriftstellerin wegen eines anhängigen Eigentumsprozesses in das Gebiet der heutigen Niederlande und Belgiens. Dort wurde sie in hocharistokratischen Kreisen freundlich empfangen und traf in Den Haag den niederländischen Dichter Constantijn Huygens, den Vater des bekannten Astronomen Christiaan Huygens. Mittlerweile hatte der am Devolutionskrieg teilnehmende Boësset die Liebesbriefe seiner einstigen Geliebten an deren Verleger Barbin verkauft, der sie trotz Villedieus Widerstand veröffentlichte. Als Villedieu ihre angeschlagene Gesundheit in dem berühmten Heilbad Spa auskurierte, starb nicht nur ihr Vater Guillaume Desjardins, sondern verlor auch Boësset im August 1667 während der Belagerung der nordfranzösischen Stadt Lille sein Leben. Immerhin hatte die Familie des Verstorbenen nichts dagegen, dass sie weiterhin den Namen Villedieu gebrauchte.
Für einige Zeit lebte Villedieu nun wahrscheinlich bei ihrer Freundin Marie de Longueville, Herzogin von Nemours, deren Patronage sie sich seit der Aufführung von Le favory erfreute und der sie nun 1668 den Schäferroman Carmente, histoire grecque widmete. Bereits 1667 hatte sie für ihre belgischen Kritikerinnen, die sie wegen ihrer freizügigen literarischen Inhalte ablehnten, den Kurzroman Anaxandre verfasst, der ihnen ihr Schicksal in Form einer fiktiven Autobiographie näherbringen sollte.

## Intensive literarische Phase
1668 betrat Villedieu wieder französischen Boden und kehrte nach Paris zurück. Sie steckte weiterhin in einer schwierigen finanziellen Lage, obwohl sie literarisch berühmt war und ansonsten von prominenten Förderern unterstützt wurde. Sie ließ ihre zahlreichen Briefe, die sie von Holland aus an Freunde geschrieben hatte, von Barbin als Recueil de [quelques] lettres ou relations galantes herausgeben sowie 1669 ihre erstmals unter dem Autorennamen Madame de Villedieu edierte Novelle Cléonice ou le roman galant.
In ihrer Geldnot fand sich Villedieu zu den Forderungen ihres vor allem am kommerziellen Erfolg interessierten Verlegers Barbin bereit, viel zu schreiben und dem – oft schnell wechselnden – Interesse eines elitären Leserkreises entgegenkommende Themen aufzugreifen. Ein Drittel ihres Gesamtwerks schrieb sie in dem relativ kurzen Zeitraum von 1669 bis 1672, fast durchwegs Romane und Novellen.
1669 überarbeitete Villedieu die ersten beiden Bände eines in Barbins Besitz befindlichen Manuskripts, Le Journal amoureux, wogegen der Autor des Originaltextes Einwände erhob und selbst den dritten und vierten Band herausbrachte. Von deren schlüpfrigen Inhalt distanzierte sich Villedieu im Vorwort ihrer zweiten Ausgabe von 1671, in welchem Jahr sie auch den fünften und sechsten Band fertigstellte. Bereits im Vorjahr hatte sie an den anonym veröffentlichten Annales galantes gearbeitet. Während die Handlung des im Frankreich des 16. Jahrhunderts spielenden historischen Romans Le Journal amoureux noch völlig erdichtet ist, werden die Erzählungen der Annales galantes um reale geschichtliche Persönlichkeiten und Ereignisse gewebt. Nach Einschätzung moderner Literaturkritiker schuf sie mit diesen Werken ein neues Genre des französischen Romans, die nouvelle galante.
Villedieu präsentiert generell in ihren Werken starke, ausgesprochen weiblich agierende Protagonistinnen. In ihren historischen Romanen dargestellte Persönlichkeiten beruhen häufig auf realen Vorbildern. Während sich die offizielle Historiographie meist mit der Aufzeichnung reiner Ereignisgeschichte, vor allem den militärischen und politischen Leistungen großer Männer, begnügte, suchte Villedieu die den geschichtlichen Ereignissen zugrunde liegenden Ursachen zu ergründen und führte diese fast ausschließlich auf emotionelle, oft amouröse Motive der handelnden Personen zurück. Für die – privaten wie politischen – Taten von Männern und Frauen seien in erster Linie deren Emotionen und Leidenschaften ausschlaggebend, nicht Vernunft und freier Wille. Wenn aber die öffentlichen Handlungen mächtiger Männer in ihren Liebesaffären wurzeln, so haben auch Frauen großen Einfluss auf die politische Geschichte. Villedieu beschreibt bisweilen politisch ehrgeizige Frauen, die durch erotische Intrigen ihr Machtstreben zu befriedigen suchen. In Villedieus Geschichtsauffassung mischt sich daher ein feministisches Element.
In rascher Folge schrieb Villedieu weitere Werke, u. a. die fiktive Autobiographie Mémoires de la vie de Henriette-Sylvie de Molière (1672–1674), wobei sie wirkliche Ereignisse ihres Lebens gekonnt mit erdichteten Abenteuern verbindet. Sie stellt darin eine unabhängige, nonkonformistische junge Frau des zeitgenössischen Frankreichs dar, die schließlich in einer Heirat erfüllte Liebe findet. Exotische Schauplätze für die Handlung wählte sie in den 1673 erschienenen Büchern  Les Galanteries grenadines und Les Nouvelles africaines.

## Späteres Leben
Am Höhepunkt ihres literarischen Ruhms zog sich Villedieu 1672 in ein Kloster zurück, das sie aber im nächsten Jahr wieder verließ, woraufhin sie nach Paris zurückkehrte. Sie ging nun zwar wieder ihrer schriftstellerischen Tätigkeit nach, doch bei weitem nicht mehr so intensiv wie in der Epoche von 1669 bis 1672. Mit dem Werk Le Portefeuille, das 1674 in ihren Œuvres mêlées veröffentlicht wurde, entwickelte sie ihre Erzählkunst zum Sittenroman weiter. Das letzte vor ihrem Tod publizierte Werk war die Kurzgeschichtensammlung Les Désordres de l’amour (1675), die von zeitgenössischen Literaturkritikern sehr gelobt wurde.
Ludwig XIV. ließ der Schriftstellerin 1676 endlich die lange versprochene Rente auszahlen. Damit erkannte er offiziell ihren Beitrag zur französischen Literatur an. Am 17. August 1677 ging sie, wohl auch zu ihrer weiteren finanziellen Absicherung, eine Vernunftehe mit dem fast 20 Jahre älteren Claude-Nicolas de Caste, Sieur de Chalon, ein, dem sie am 30. Juni 1678 einen Sohn Louis gebar. Am 5. Jänner 1679 starb ihr Gatte unerwartet. Als Witwe erhielt sie vom König zusätzlich eine bescheidene Rente für ihren minderjährigen Sohn. Sie bekam auch die eigentlich ihrem Gatten vermachte Erbschaft ihres Schwiegervaters. Ihre letzten drei Lebensjahre verbrachte sie mit ihrem Sohn bei ihrer Mutter und Schwester sowie ihrem Bruder auf dem Familiengut Clinchemore, wo sie am 20. Oktober 1683 im Alter von etwa 43 Jahren verstarb.
In Villedieus literarischer Hinterlassenschaft fand ihr Verleger Barbin zwei Manuskripte, die er nach ihrem Tod als Portrait des faiblesses humaines (1685) und Annales galantes de Grèce (1687) veröffentlichen ließ. In dem ersteren, wohl nach 1675 entstandenen Werk fordert die hier anscheinend an moralischer Belehrung interessierte Schriftstellerin zur Überwindung menschlicher Schwächen auf.

## Rezeption
Die Bücher der Madame de Villedieu standen noch lange nach ihrem Tod hoch im Kurs; ihr Gesamtwerk wurde 1702, 1720 und 1741 herausgegeben. Das Interesse daran hielt noch bis ins 18. Jahrhundert an, bis es nach der Französischen Revolution verschwand. Sie war damit kein Einzelfall, denn viele französische Dichterinnen wurden ab dieser Zeit kaum mehr gelesen. Nach Vorarbeiten von Bruce Morrissette legte Micheline Cuénin 1979 ihr zweibändiges, höchst wissenschaftliches Werk Roman et société sous Louis XIV: Madame de Villedieu (Marie-Catherine Desjardins 1640-1683) vor, das die längst vergessene Schriftstellerin wieder bekannter machen wollte sowie ihr Leben und Werk in die französische Geschichte des 17. Jahrhunderts einbettete. Tatsächlich erfreut sich Villedieu inzwischen wieder verstärkter literarischer Beliebtheit.

## Werkliste
- Récit en prose et en vers de la farce des Précieuses (Paris 1659/60; neue Ausgabe Genf 1969)
- Alcidamie, 2 Bände (Paris 1661)
- Recueil de poésies de Mademoiselle Desjardins (Paris 1662; vermehrte Auflage Paris 1664)
- Manlius Torquatus, Tragikomödie (Paris 1662; neue Ausgabe von D. H. Goldwin, Genf 1971)
- Lisandre (Paris 1663)
- Nitétis, Drama (Paris 1664)
- Le Favory, Tragikomödie (Paris 1665; neue Ausgabe von Perry Gethner, Paris-Seattle-Tübingen 1993)
- Anaxandre (Paris 1667)
- Carmente, histoire grecque, 2 Bände (Paris 1668)
- Lettres et billets galants (Paris 1668; neue Ausgaben von Micheline Cuénin, Paris 1975 und von Jean Rohou, Paris 1994)
- Recueil de [quelques] lettres ou relations galantes (Paris 1668)
- Nouveau recueil de quelques pièces galantes (Paris 1669)
- Cléonice ou le roman galant (Paris 1669; neue Ausgabe von René Godenne, Genf 1979)
- Le Journal amoureux, 6 Bände (Paris 1669–1671), davon Bände 1, 2, 5 und 6 von Villedieu
- Fables ou Histoires allégoriques dédiées au roy, Claude Barbin, Paris (1670)
- Annales galantes, 2 Bände, anonym (Paris 1670; neue Ausgabe von René Godenne, Genf 1979)
- Les Amours des Grands Hommes, 4 Bände (Paris 1671)
- Les Exilés de la Cour d‘Auguste, 6 Bände (Paris 1672–1673)
- Mémoires de la vie de Henriette-Sylvie de Molière, 6 Bände, anonym (Paris 1672–1674; neue Ausgabe von Micheline Cuénin, Tours 1977)
- Les Galanteries grenadines, 2 Bände (Paris 1673)
- Les Nouvelles africaines (Paris 1673)
- Le Portefeuille. In: Œuvres mêlées (Rouen 1674); neue Ausgabe von Jean-Paul Homand und Marie-Thérèse Hipp (Exeter 1979)
- Les Désordres de l’amour (Paris 1675; neue Ausgaben von Micheline Cuénin, Genf 1970 und von Arthur Flannigan, Washington D. C. 1982)
- Portrait des faiblesses humaines (Paris 1685)
- Annales galantes de Grèce, 2 Bände (Paris 1687)
- Gesamtausgaben: 10 Bände 1702; 12 Bände 1720 (Faksimile-Nachdruck in 3 Bänden, Genf 1971).